# David Bartholot
David Bartholot (26 de septiembre de 1995) es un deportista australiano que compite en remo. Ganó una medalla de bronce en el Campeonato Mundial de Remo de 2022, en la prueba de doble scull.

## Palmarés internacional
| Campeonato Mundial | Campeonato Mundial       | Campeonato Mundial | Campeonato Mundial |
| Año                | Lugar                    | Medalla            | Prueba             |
| ------------------ | ------------------------ | ------------------ | ------------------ |
| 2022               | Račice (República Checa) | Medalla de bronce  | Doble scull        |